# Mercat Central de Sabadell
El Mercat Central de Sabadell és un edifici de Sabadell obra de l'arquitecte municipal Josep Renom situat a la plaça del Mercat.

## Història
L'Ajuntament encarregà a Renom el nou projecte de plaça del mercat en els terrenys del que s'havia anomenat Camp de la Sang. El 2 de març de 1927 es presenta un avantprojecte que és definitivament aprovat el 28 del mateix mes. A partir d'aquí el projecte es desenvolupà amb rapidesa. El 2 de maig ja es posa la primera pedra. Les obres de construcció van finalitzar el 1930 i l'edifici va ser considerat a l'època com un model de mercat municipal.

## Arquitectura

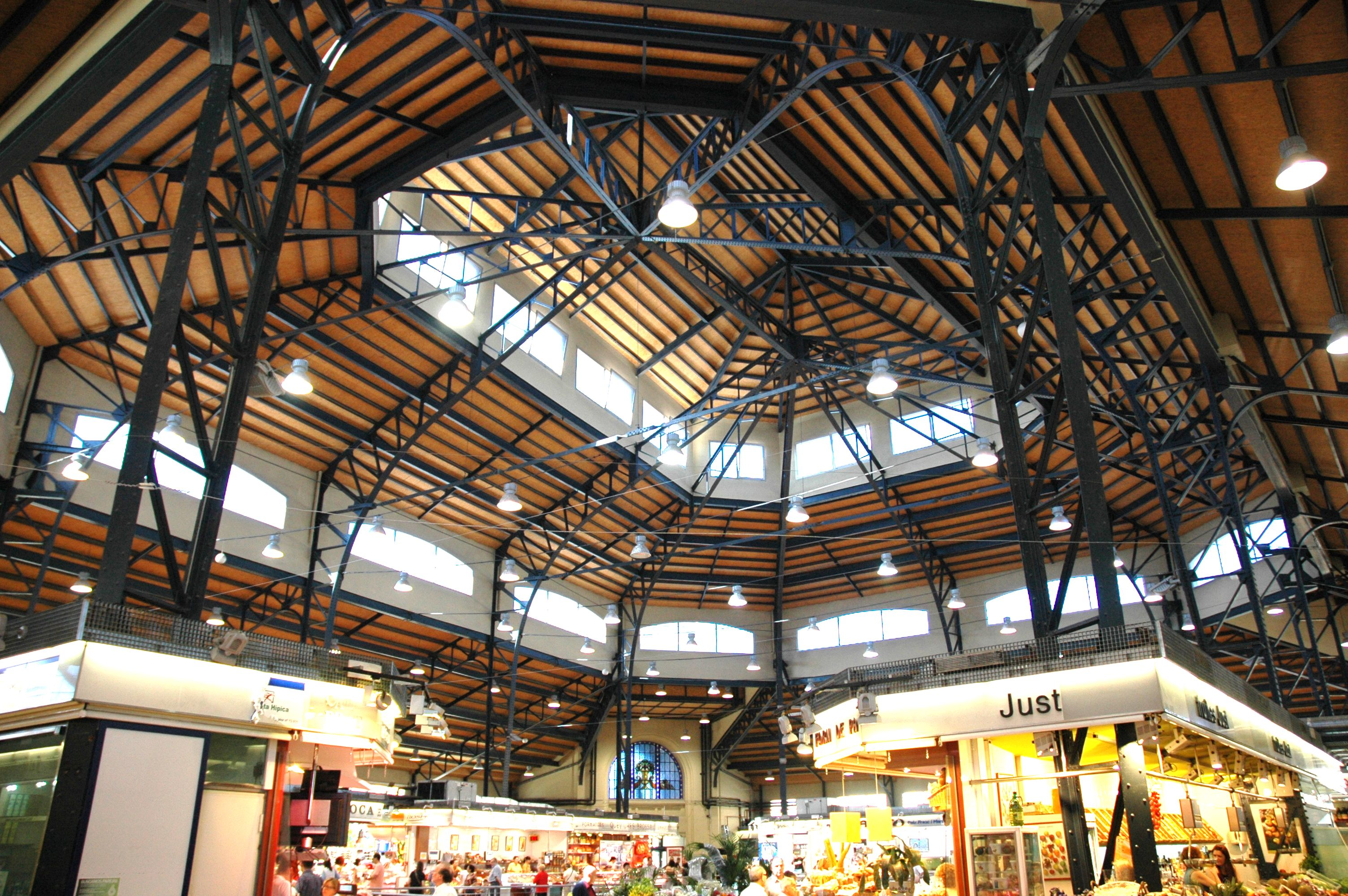
L'alçada al centre de la nau de 22 m s'aconsegueix amb un complex sistema d'estructures metàl·liques

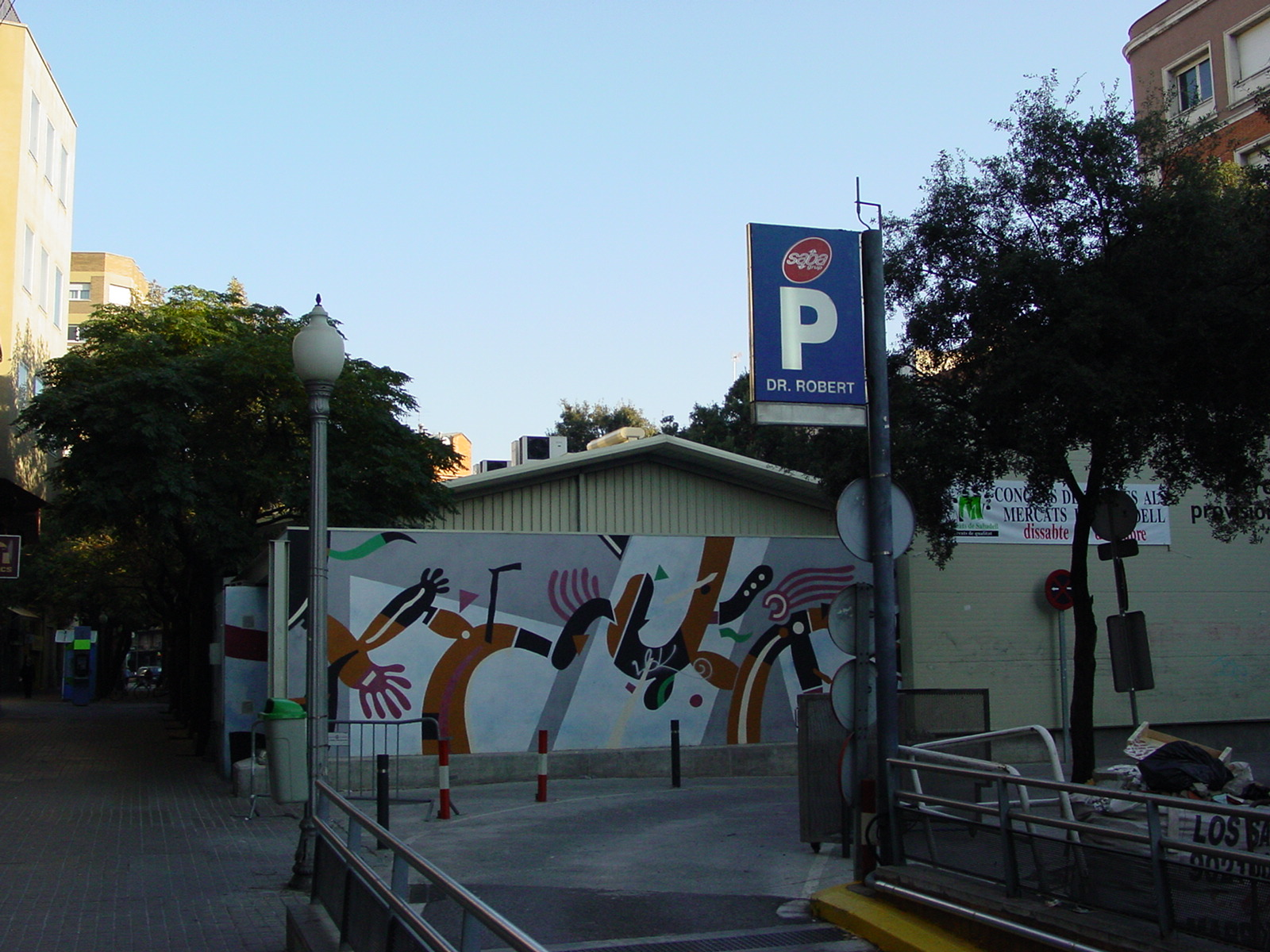
Seu temporal del Mercat de Sabadell al passeig

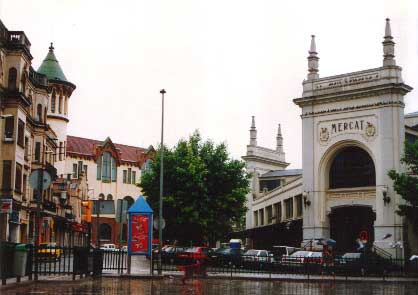
Mercat Central de Sabadell el 1992

De planta quadrada irregular, té un nivell destinat a allotjar les cambres i els magatzems (sota el qual hi ha ara, un aparcament), i un de superior, amb les parades de venda. En el projecte original es preveien diversos tipus de parades segons la seva especialització, que s'ha anat perdent.
Són remarcables les entrades dels quatre punts d'accés, als vèrtexs, amb portes de grans dimensions amb escales d'alçada i disseny variable adaptades al desnivell del terreny.
En un dels xamfrans hi ha una cúpula que té estructura de fusta recolzada sobre una anella octogonal de murs d'obra i el dipòsit de l'aigua que hi ha a l'interior. És recoberta per un acabat de pissarra que és sustentat per quatre paraments verticals que formen un volum de planta rectangular.
La coberta de l'edifici té unes mesures mitjanes de 52,5 x 65 m i té una alçada al centre de la nau de 22 m que s'aconsegueix amb un complex sistema d'estructures metàl·liques.
El 2 de març del 2004 s'hi van dur a terme obres de rehabilitació per adaptar-lo als nous temps.